# Uplay
Ubisoft Connect (tidigare Ubisoft Game Launcher och senare Uplay) är en spelportal skapat av Massive Entertainment för att digitalt distribuera datorspel till kunder. Ubisoft Connect ger en upplevelse som liknar de prestationer/troféer som erbjuds av olika andra spelföretag. Tjänsten finns på olika plattformar. Ubisoft Connect används uteslutande av Ubisoft-spel från första part, och även om vissa tredjeparts säljs via Ubisoft Connect-butiken använder de inte Ubisoft Connect-plattformen.